# Unnaryds landskommun
Unnaryds landskommun var en tidigare kommun i Jönköpings län.

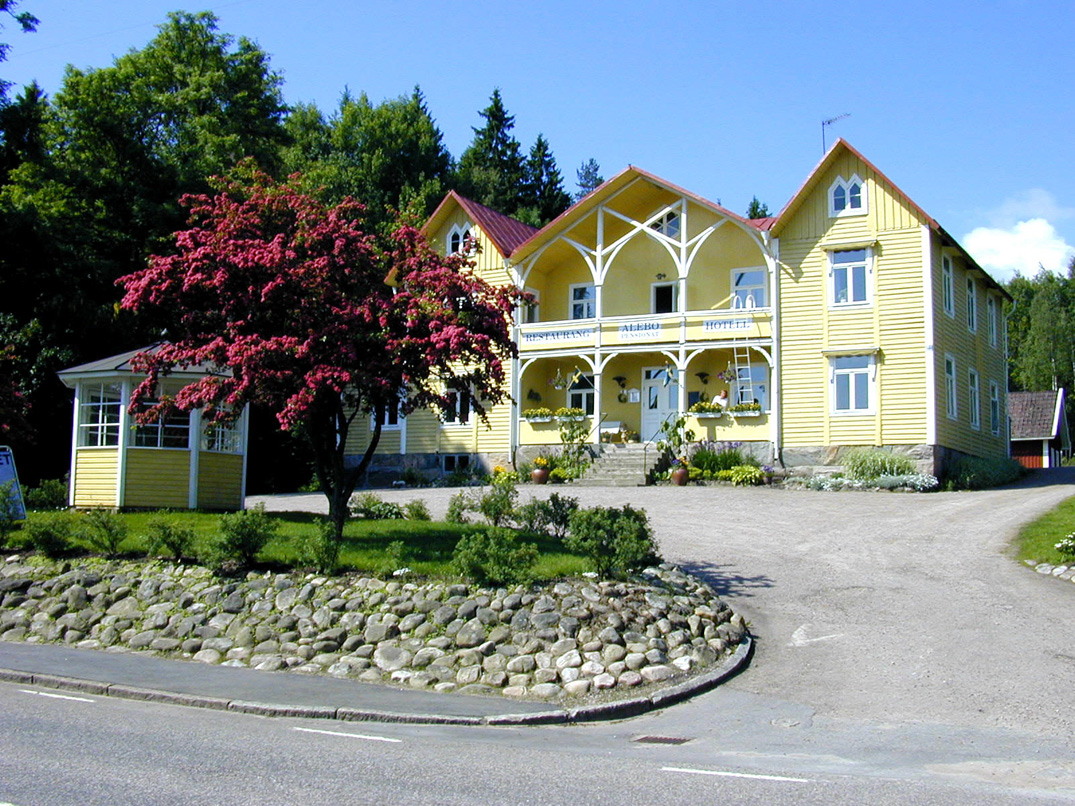
Alebo Pensionat i Unnaryd.

## Administrativ historik
Kommunen inrättades vid den så kallade storkommunreformen 1952 genom sammanläggning av de tidigare kommunerna Bolmsö, Jälluntofta och Södra Unnaryd.
År 1971 överfördes större delen av Bolmsö församling (själva Bolmsön) till Ljungby kommun (och bytte därmed länstillhörighet till Kronobergs län). Samtidigt överfördes den del av församlingen som låg norr om sjön Bolmen till Värnamo kommun och motsvarande församlingsområde till Torskinge församling. Återstoden av landskommunen ombildades till Unnaryds kommun.
Kommunkoden var 0622.

### Kyrklig tillhörighet
Kommunen tillhörde församlingarna Bolmsö, Jälluntofta och Södra Unnaryd.

## Geografi
Unnaryds landskommun omfattade den 1 januari 1952 en areal av 410,40 km², varav 287,99 km² land. Efter nymätningar och arealberäkningar färdiga den 1 januari 1957 omfattade landskommunen den 1 januari 1961 en areal av 395,03 km², varav 276,00 km² land.

### Tätorter i kommunen 1960
I Unnaryds landskommun fanns tätorten Unnaryd, som hade 576 invånare den 1 november 1960. Tätortsgraden i kommunen var då 24,2 procent.

## Politik

### Mandatfördelning i valen 1950–1970
| 7 |  | 20 | 3 | 4 |

| 32 |

| 6 | 2 | 18 | 3 | 6 |

| 32 |

| 4 | 3 | 20 | 2 | 6 |

| 33 |

| 6 | 2 | 20 | 2 | 5 |

| 33 |

| 7 | 18 | 2 | 8 |

| 33 |

| 5 | 4 | 13 |  | 8 |

| 29 |